# Prinzen-Klasse
Die Schiffe der Prinzen-Klasse wurden von der HAPAG speziell für den Westindien-Dienst gebaut, der ab 1901 neu geordnet wurde. Bald darauf wurden die Schiffe aber auch im anspruchsvollen Atlas-Dienst New York-Mittelamerika eingesetzt. Die Schiffe dienten der späteren Great White Fleet als Vorbild für ihre luxuriösen Schiffe ab der "5000 Ton Class".

## Westindiendienst (1871)
Der sogenannte Westindien-Dienst der HAPAG begann 1871 mit Frachtern in der Größe von  1000 bis 3000 BRT und Passagiereinrichtungen für 100 bis 300 Passagieren.  Die Batavia fuhr als erstes Schiff von Hamburg nach Trinidad, später auch nach Saint Thomas. Aber in den ersten Jahren fuhren die Batavia und die weiteren 12 in diesem Dienst eingesetzten Schiffe nur Verluste ein. Daher wurde der Passagierdienst zwischenzeitlich eingestellt. Es wurden anschließend Frachter mit max. 10 Fahrgästen eingesetzt, die 1890 mit acht Abfahrten pro Monat fuhren. Jede Abfahrt pro Monat bediente eine eigene Linie die als Linie I bis VIII bezeichnet wurden. Damit konnten alle wichtigen Häfen der Mittelamerika-Region einmal pro Monat bedient werden. Zwar hatten die um diese Zeit eingesetzten Frachtdampfer auch wieder mehr Passagiereinrichtungen, die aber kaum genutzt wurden.

## Atlas-Dienst New York – Mittelamerika (1901)
Der Grund war, dass viele Passagiere mit Schnelldampfern über New York fuhren, um von dort weiter mit den regelmäßig verkehrenden Schiffen des Atlas-Dienstes nach Mittelamerika zu reisen. Für Albert Ballin ein Grund, den Atlas-Dienst 1901 von der Atlas Steamship Co. zu übernehmen, einschließlich der sieben kleinen Dampfer und der Anlagen in den mittelamerikanischen Häfen. Dies war der wesentliche Grund, den Mittelamerika-Dienst anschließend neu zu organisieren.

## Schiffe der Prinzenklasse (1902/1903)
| Name                  | Ablieferung | Werft               | BRT  | Länge in m | Breite in m | Höhe in m | Maschine          | Leistung in PSi | Besatzung | Passagiere 1. Klasse | Passagiere 2. Klasse |
| --------------------- | ----------- | ------------------- | ---- | ---------- | ----------- | --------- | ----------------- | --------------- | --------- | -------------------- | -------------------- |
| Prinz Eitel Friedrich | 1902        | Reiherstieg Hamburg | 4650 | 113        | 14          | 8,2       | IV-fach Expansion | 2400            | 115       | 100                  | 635                  |
| Prinz Waldemar        | 1902        | Reiherstieg Hamburg | 4650 | 113        | 14          | 8,2       | IV-fach Expansion | 2400            | 115       | 100                  | 645                  |
| Prinz Adalbert        | 1903        | Vulkan Vegesack     | 6030 | 123        | 15          | 8,3       | IV-fach Expansion | 2700            | 120       | 125                  | 1030                 |
| Prinz Sigismund       | 1903        | Neptun Rostock      | 4690 | 113        | 14          | 8,2       | IV-fach Expansion | 2400            | 115       | 100                  | 1010                 |
| Prinz August Wilhelm  | 1903        | FSG Flensburg       | 4735 | 113        | 14          | 7,7       | IV-fach Expansion | 3000            | 115       | 160                  | 630                  |
| Prinz Oskar           | 1903        | Vulkan Vegesack     | 6030 | 123        | 15          | 8,3       | IV-fach Expansion | 2700            | 120       | 125                  | 1050                 |
| Prinz Joachim         | 1903        | FSG Flensburg       | 4760 | 113        | 14          | 7,7       | IV-fach Expansion | 3000            | 115       | 160                  | 690                  |

Um den Passagierdienst attraktiver zu gestalten, wurden neue Schiffe mit großzügigen Passagiereinrichtungen der 1. Klasse entworfen. Die Schiffe der Prinzen-Klasse entstanden 1902/1903 auf verschiedenen deutschen Werften für den neuen  Mittelamerika-Dienst der HAPAG. Den Auftakt bildete die Abfahrt die Prinz Adalbert am 8. April 1903 im Direktdienst von Hamburg über verschiedene europäische Häfen nach Kuba (Havanna) und Mexiko (Vera Cruz).
Die Schiffe hatten eine Vermessung von 4.700 bis 6.000 BRT, eine Tragfähigkeit von 5.500 bis 6.200 tdw und Passagiereinrichtungen für 100 bis 160 Passagiere der 1. Klasse und 600 bis 1000 Passagiere der 3. Klasse. Die 4-fach Expansionsmaschinen leisteten 2.400 bis 3.000 PSi und verliehen den Schiffen Geschwindigkeiten von 11,5 bis rund 13 Knoten. Die zwei Schiffe vom Bremer Vulkan waren Doppelschraubenschiffe.
Der Dienst wurde schon bald darauf mit der dänischen Det Østasiatiske Kompagni (East Asiatic Company) gemeinsam durchgeführt. Deren Dampfer liefen daraufhin Hamburg an und die Hapag-Dampfer liefen Kopenhagen an. Anfangs gab es zwei, bald darauf, nachdem von der HAPAG zwei weitere Schiffe in den Dienst eingestellt wurden, drei Abfahrten pro Monat. Einige Schiffe der Prinzen-Klasse wechselten bald darauf in den Atlas-Dienst.
Zur Modernisierung wurden 1903 weitere angekaufte Schiffe in diesen Hamburg-Westindien-Diensten eingesetzt, darunter auch die Fionia, das erste deutsche Seeschiff mit Dieselmotor. Weitere teilweise sehr luxuriös ausgestattete Neubauten wie Fürst Bismarck und die Kronprinzessin Cecilie kamen von 1905 bis 1912 auf der Linie Hamburg-Mexiko in Fahrt.